# Gornorečenskij
Gornorečenskij (in russo Горнореченский?) è un insediamento di tipo urbano dell'Estremo Oriente russo (Territorio del Litorale). Fa parte del distretto Kavalerovskij.
Si trova circa 2 chilometri a est del centro distrettuale di Kavalerovo.